# Adriana Pană
Adriana Cosmina Pană (Bacău, 18 dicembre 2001) è una sollevatrice rumena medagliata europea, che gareggia nelle categorie dei pesi mosca e pesi gallo.

## Carriera
Inizia la carriera da sollevatrice nel 2014, allenata da George Călin nel club CSM Bacău. A livello internazionale vince la medaglia d'argento agli europei giovanili di San Donato Milanese del 2018, e da juniores conquista altre due medaglie d'argento agli europei di Bucarest nel 2019 e di Durazzo nel 2022. Vince inoltre tre medaglie di bronzo nelle singole specialità, due nello strappo e una nello slancio. Ai campionati mondiali juniores di Tashkent del 2021 non conclude la gara ma vince la medaglia d'argento nello slancio.
Da senior si piazza al quarto posto (vincendo l'argento nello slancio) ai campionati europei di Mosca del 2021 e vince la medaglia d'argento a Erevan nel 2023. Agli europei di Sofia nel 2024 si classifica al decimo posto. Ai campionati mondiali partecipa all'edizione del 2022 di Bogotà, dove si piazza all'ottavo posto e a Riad nel 2023, nella categoria dei pesi gallo, dove non conclude la gara.